# Лагастрело (Маса-Карара)
Лагастрело је насеље у Италији у округу Маса-Карара, региону Тоскана.
Према процени из 2011. у насељу је живело 4 становника. Насеље се налази на надморској висини од 1194 м.